# Le Gant d'or
Pour la compétition de boxe amateur, voir Golden Gloves.
Pour plus de détails, voir Fiche technique et Distribution.
Le Gant d'or (Golden Gloves) est un film américain réalisé par Edward Dmytryk et Felix E. Feist, sorti en 1940.

## Synopsis
Au cours d'un combat de boxe amateur, un jeune garçon, Joey Parker, est battu à mort, et il n'y a aucune raison officielle acceptable expliquant pourquoi cela s'est produit. À cause de cela, sa sœur, Mary Parker, devient une fervente adversaire de la boxe et de tout ce qu'elle représente. Un journal refuse d'imprimer la vérité sur ce qui se cache derrière la mort tragique du garçon Parker, alors l'écrivain sportif Wally Matson démissionne en signe de protestation. La vérité est que Parker n'était qu'un des nombreux garçons utilisés sans scrupule par un promoteur de boxe, Joe Taggerty, qui a payé le rédacteur en chef de Wally au journal pour son silence.
Wally jure de nettoyer la scène de la boxe amateur en exposant la corruption. Il décroche un emploi dans un petit journal et persuade l'éditeur de parrainer un tournoi légitime. Wally invite personnellement l'amateur Billy Crane à participer au match d'ouverture du tournoi. Billy est amoureux de la sœur de Parker, Mary, alors par considération pour elle, il refuse. Pour amener Billy à se battre, Wally doit gagner Mary, alors il l'emmène dîner. Il lui raconte son enfance difficile et comment la boxe a donné de l'espoir à des amis comme moyen d'assurer leur avenir. Billy obtient sa permission d'entrer dans le tournoi.
Taggerty n'est pas content, croyant que ce nouveau tournoi lancé par Wally le mettra finalement en faillite. Taggerty ment en disant à Billy que Wally est seulement après sa bien-aimée Mary, et que les deux ont déjà eu un rendez-vous. Billy est dévasté. Taggerty va encore plus loin pour saboter le tournoi. Il paie un boxeur professionnel, Cliff Stanton, pour y entrer en se faisant passer pour un amateur. Le plan de Taggerty est gâché lorsque Billy est sur le point de se battre contre Stanton. Inspiré par le vœu d'amour éternel de Mary pour lui, il bat Stanton juste et carrément dans le combat. La tromperie de Taggerty est révélée et le tournoi amateur des Golden Gloves remporte une renommée nationale.

## Fiche technique
- Titre français : Le Gant d'or[1]
- Titre original : Golden Gloves
- Réalisation : Edward Dmytryk et Felix E. Feist
- Scénario : Maxwell Shane et Lewis R. Foster
- Direction artistique : Hans Dreier et William Flannery
- Photographie : Henry Sharp
- Montage : Doane Harrison
- Société de production : Paramount Pictures
- Pays d'origine : États-Unis
- Format : Noir et blanc - 1,37:1 - Mono
- Genre : policier
- Date de sortie : 
  - États-Unis : 1940
  - France : 25 mai 1945[1]

## Distribution
- Richard Denning : Bill Crane
- Jeanne Cagney : Mary Parker
- J. Carrol Naish : Joe Taggerty
- Robert Paige : Wally Matson
- William Frawley : Emory Balzar
- Edward Brophy : Potsy Brill
- Robert Ryan : Pete Wells
- George Ernest : Joey Parker
- Alec Craig : Editor MacDonald